# 安保闘争

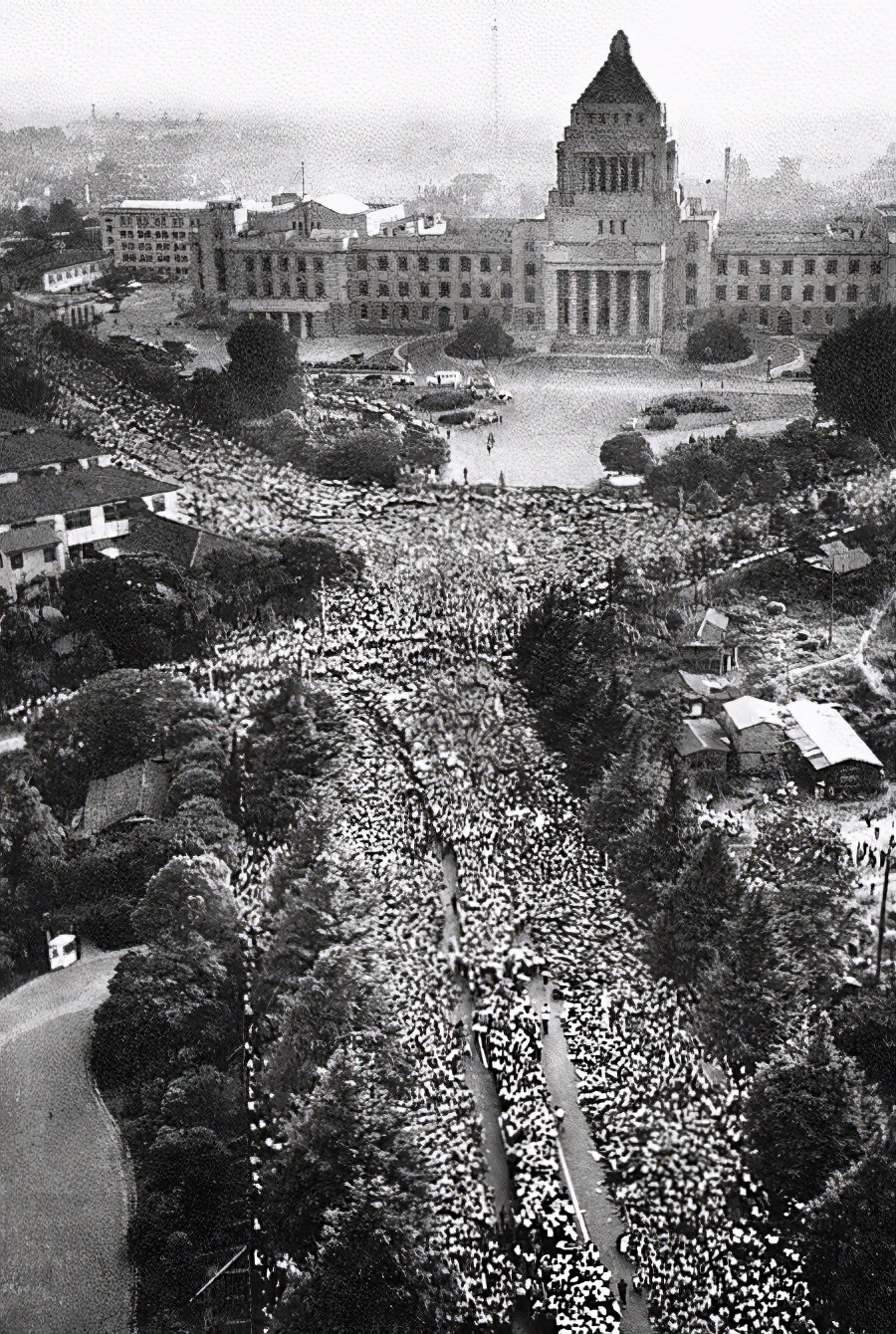
国会を取り囲んだデモ隊（1960年6月18日）。当時国会前庭はまだ整備されていなかった。また憲政記念館が出来るのは12年後の1972年である。

安保闘争（あんぽとうそう）は、1959年（昭和34年）から1960年（昭和35年）、1970年（昭和45年）の2度にわたり日本で行われた日米新安全保障条約（安保改定）締結に反対する国会議員、労働者や学生、市民及び批准そのものに反対する左翼や新左翼の運動家が参加した反政府、反米運動とそれに伴う大規模デモ運動である。自由民主党など政権側からは「安保騒動」とも呼ばれる。
60年安保闘争では安保条約は国会で与党のみ賛成する強行採決で可決された。岸内閣は混乱の責任をとって内閣総辞職を余儀なくされたものの、同年の第29回衆議院議員総選挙で自民党は単独過半数を上回る大勝利をした。70年安保闘争時には、参加していた左翼の分裂や暴力的な闘争・抗争の激化によって、運動は大衆や知識人の支持を失うこととなる。

## 背景
1951年（昭和26年）9月8日に、アメリカのサンフランシスコに於いて、アメリカやイギリスを始めとする第二次世界大戦の連合国47ヶ国と日本の間で、日本国との平和条約（サンフランシスコ平和条約）が締結されたが、主席全権委員であった吉田茂首相は、同時に平和条約にもぐり込まされていた特約（第6条a項但し書。二国間協定による特定国軍のみの駐留容認）に基づく「日本国とアメリカ合衆国との間の安全保障条約」（旧日米安全保障条約）に署名した。この条約によって日本を占領していた連合国軍の1国であるアメリカ軍は「在日米軍」となり継続して日本に駐留する事が可能となった。
なお、当時冷戦下でアメリカやイギリス、フランスなどのいわゆる「西側諸国」と対峙していたソビエト連邦は、西側諸国主導のサンフランシスコ平和条約に対立の意思を示し、49カ国の条約締結国には入らなかった上に、自国を事実上の仮想敵国（ソ連脅威論）とした日米安全保障条約に対しても激しい非難をした。

## 60年安保

### 衆議院通過までの過程
1951年（昭和26年）に締結された安保条約は、1958年（昭和33年）ごろから自由民主党の岸信介内閣によって改定の交渉が行われ、1960年（昭和35年）1月に岸首相以下全権団が訪米、ドワイト・D・アイゼンハワー大統領と会談し、新安保条約の調印と同大統領の訪日で合意。1月19日に新条約が調印された。
新安保条約は、
1. 内乱に関する条項の削除
2. 日米共同防衛の明文化（日本をアメリカ軍が守る代わりに、在日米軍への攻撃に対しても自衛隊と在日米軍が共同で防衛行動を行う）
3. 在日米軍の配置・装備に対する両国政府の事前協議制度の設置

など、安保条約を単にアメリカ軍に基地を提供する為の条約から、日米共同防衛を義務付けたより平等な条約に改正するものであった（日本国とアメリカ合衆国との間の相互協力及び安全保障条約の項目を参照）。
岸首相が帰国し、新条約の承認を巡る国会審議が行われると安保廃棄を掲げる日本社会党の抵抗により紛糾した。締結前から、改定により日本が戦争に巻き込まれる危険が増すという懸念や、在日米軍裁判権放棄密約から派生する在日米兵犯罪免責特権への批判（在日米軍裁判権放棄密約事件の項目参照）により、反対運動が高まっていた。スターリン批判を受けて共産党を脱党した急進派学生が結成した共産主義者同盟（ブント）が主導する全日本学生自治会総連合（全学連）は「安保を倒すか、ブントが倒れるか」を掲げ、総力を上げて、反安保闘争に取り組んだ。
まだ第二次世界大戦終結から日が浅く、人々の「戦争」に対する拒否感が強かったことや東條内閣の閣僚であった岸首相本人への反感があったことも影響し、「安保は日本をアメリカの戦争に巻き込むもの（※在日米兵犯罪免責特権への批判もあり）」として、多くの市民が反対した。これに乗じて既成革新勢力である日本社会党や日本共産党は組織・支持団体を挙げて全力動員することで運動の高揚を図り、総評は国鉄労働者を中心に「安保反対」を掲げた時限ストを数波にわたり行ったが、全学連の国会突入戦術には表面的な立場をとり続けた。とりわけ共産党は「極左冒険主義の全学連（トロツキスト集団）」を批判した。これに対し批判された当の全学連は、既成政党の穏健なデモ活動を「お焼香デモ」と非難した。
なお、ソ連共産党中央委員会国際部副部長として、日本をアメリカの影響下から引き離すための工作に従事していたイワン・コワレンコは、自著『対日工作の回想』の中で、ミハイル・スースロフ政治局員の指導の下、ソ連共産党中央委員会国際部が社会党や共産党、総評などの「日本の民主勢力」に、「かなり大きな援助を与えて」おり、安保闘争においてもソ連共産党中央委員会国際部とその傘下組織と密接に連絡を取りあっていたと記述している。

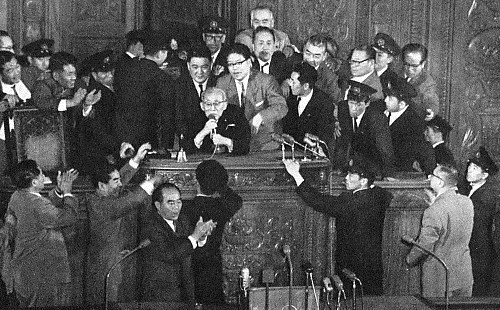
新安保条約承認に際して行われた、会期延長の強行採決。衆議院議長は清瀬一郎（1960年5月19日）

4月26日、日米安全保障条約の批准阻止を求める全国学生自治会総連合主流派の関係者は国会議事堂周辺でデモを行い警官隊と衝突。学生18人と警察官10人が重傷を負った。以降も多くの重傷者を出しながらデモは行われた。
5月19日に衆議院日米安全保障条約等特別委員会で、新条約案が強行採決され、続いて5月20日に衆議院本会議を通過した。委員会採決では、自民党は座り込みをする社会党議員を排除するため、右翼などから屈強な青年達を公設秘書として動員し、警官隊と共に社会党議員を追い出しての採決であった。これは、6月19日に予定されていたアイゼンハワー大統領訪日までに自然成立させようと採決を急いだものであった。本会議では社会党・民社党議員は欠席し、自民党からも強行採決への抗議として石橋湛山、河野一郎、松村謙三、三木武夫、古井喜実らが欠席、あるいは棄権した。

### 闘争の激化

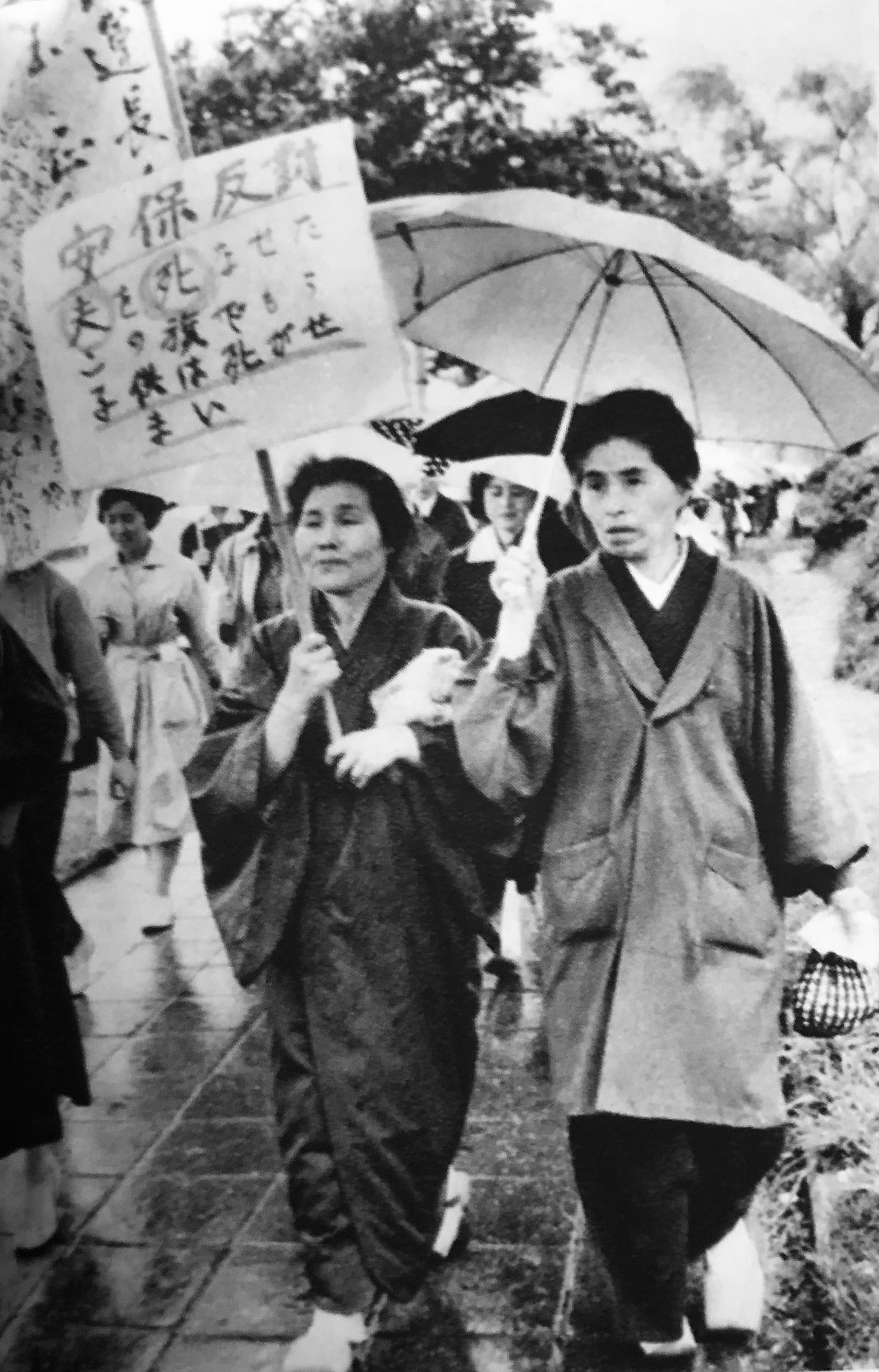
デモ（1960年）
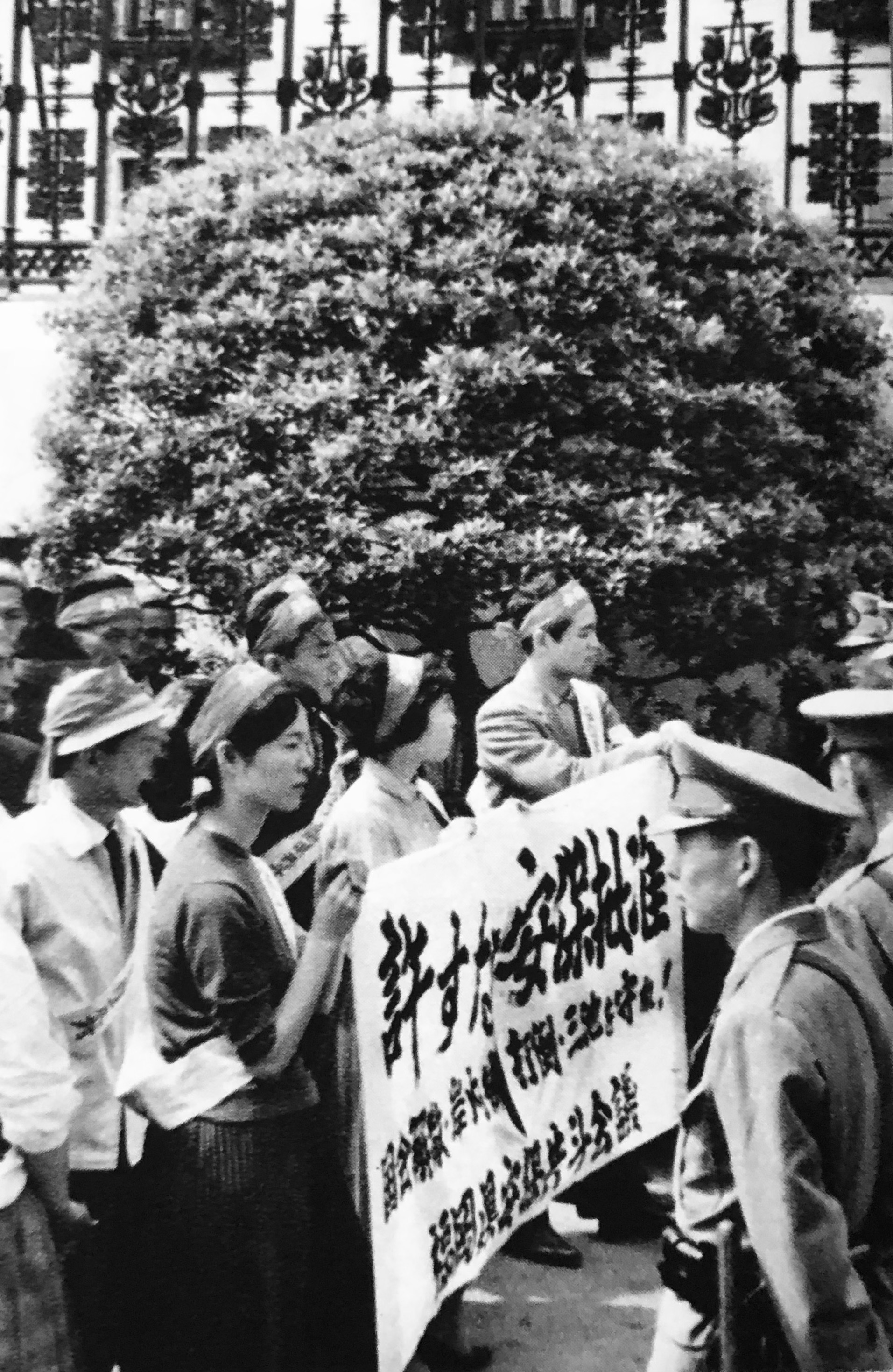
デモ（1960年）
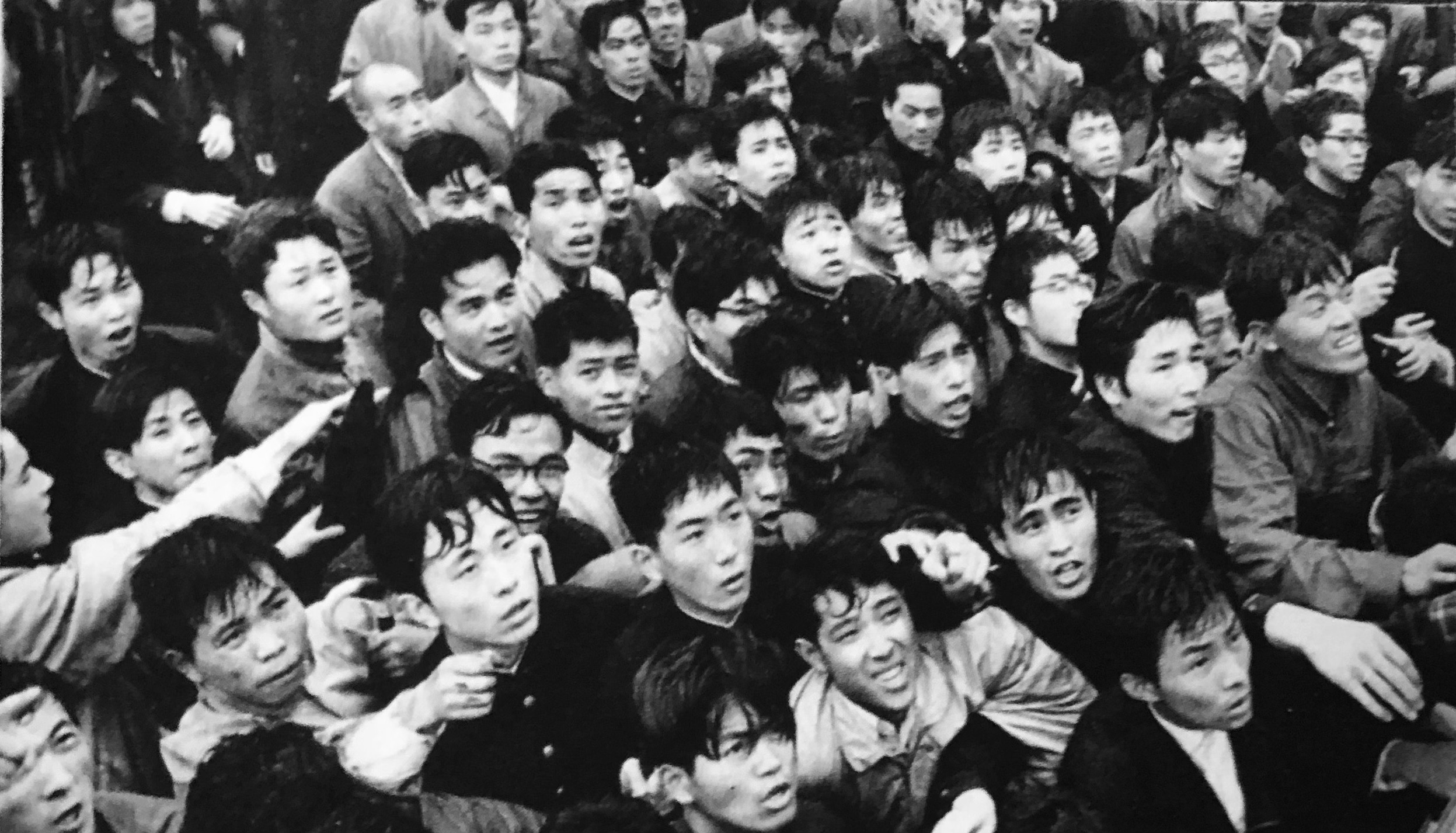
学生ら（1960年）
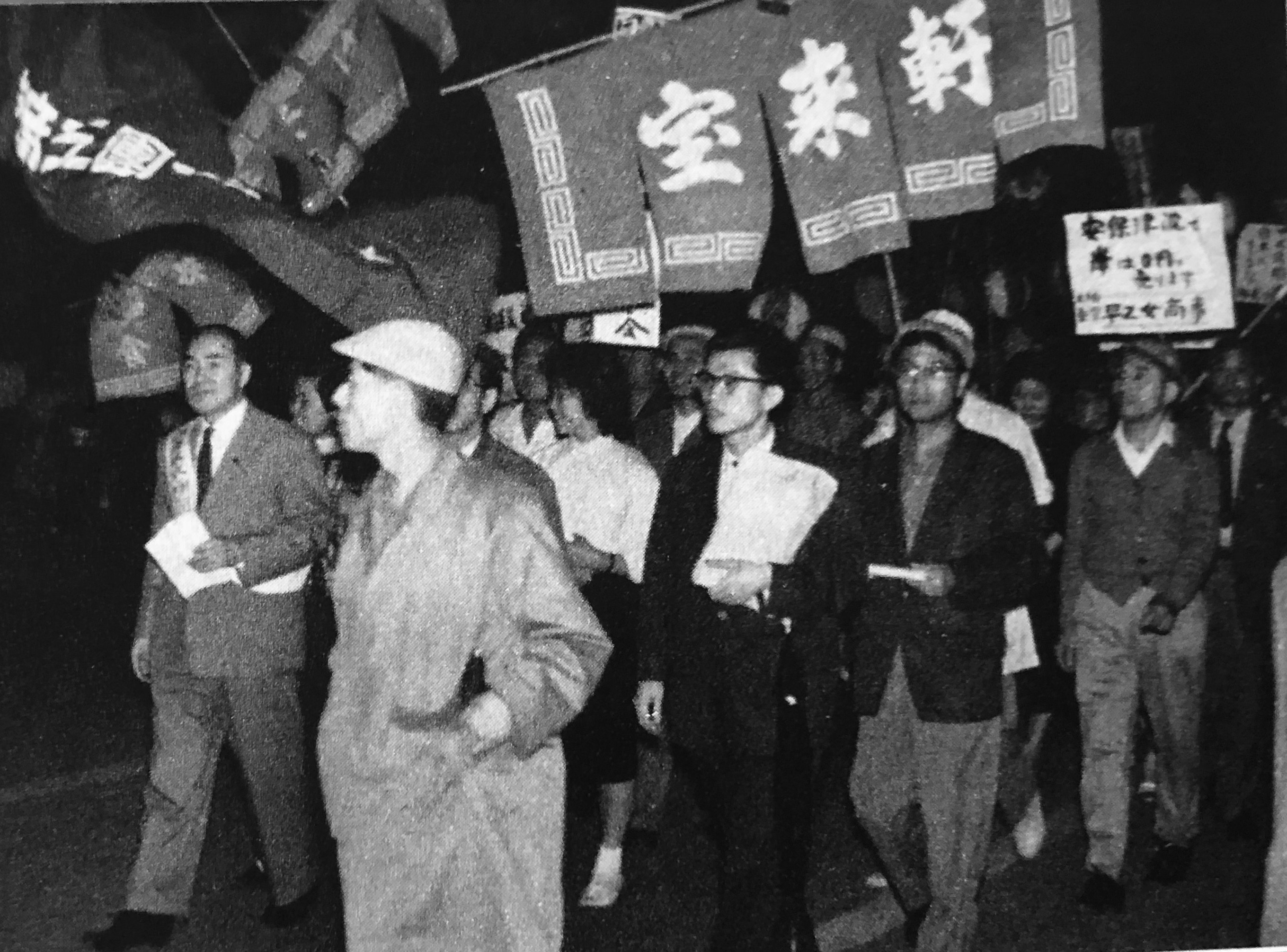
中華料理屋ののれん（1960年）
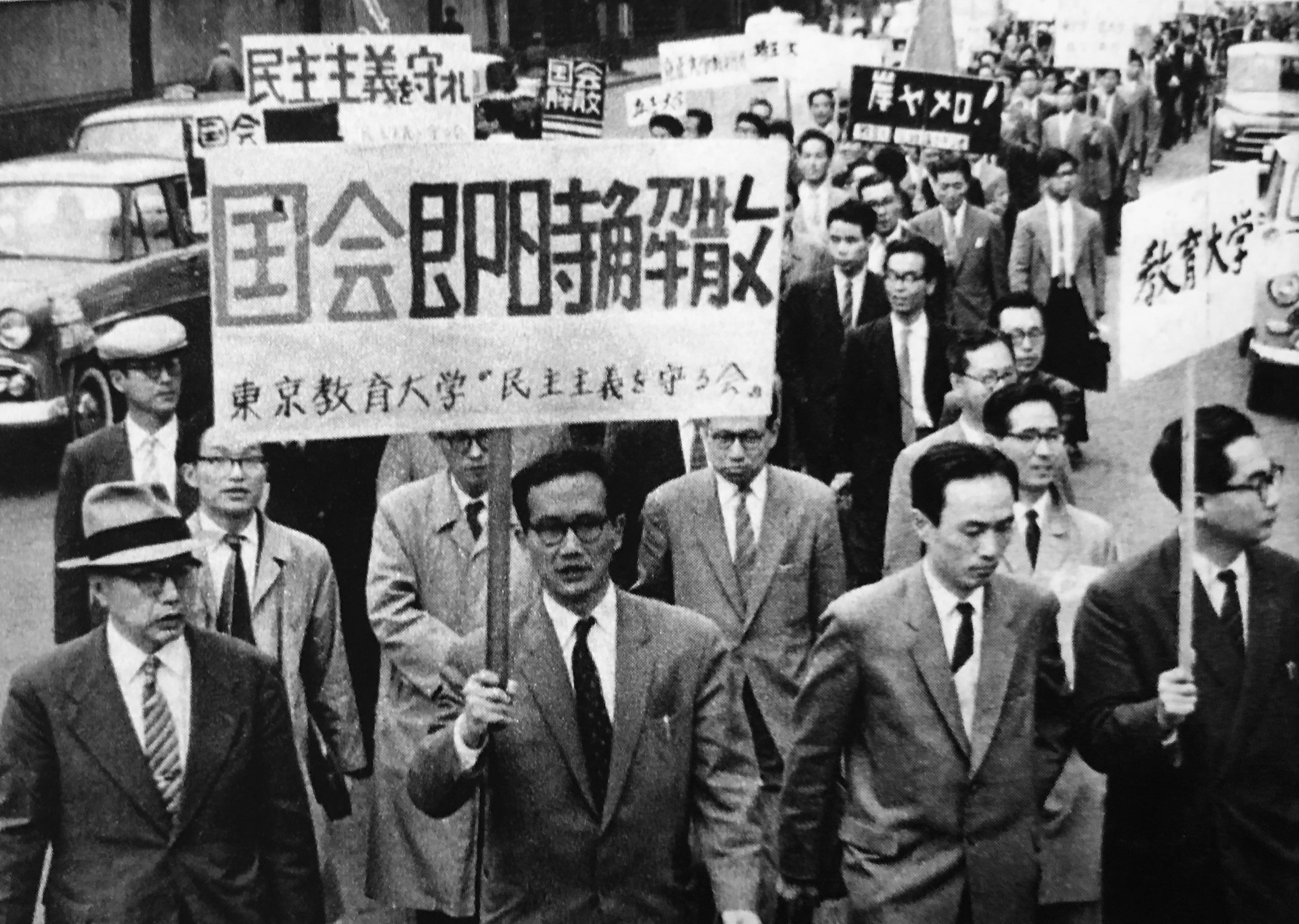
全国の公私立大学の教職員によるデモ（1960年6月2日）
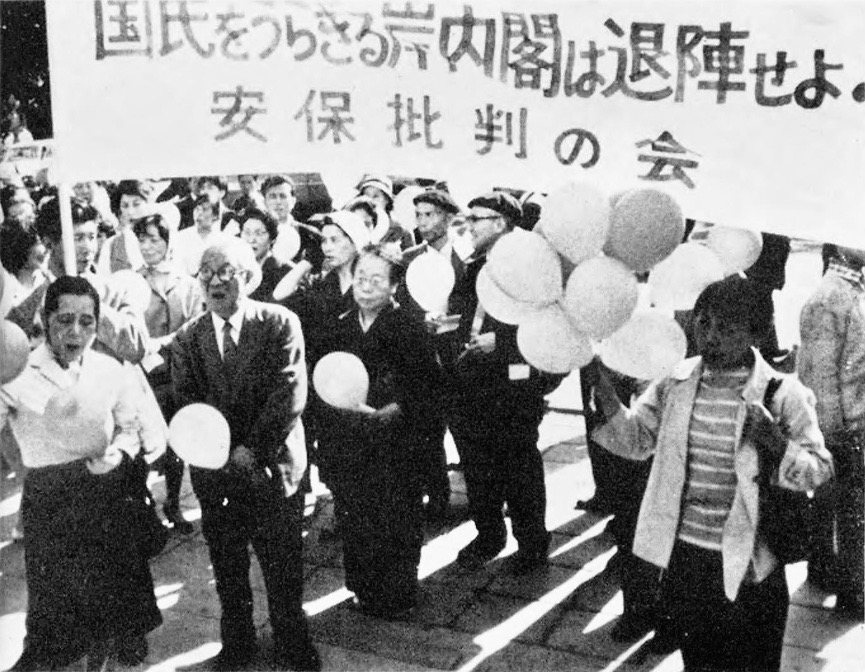
文化人や芸術家によって結成された「安保批判の会」のデモ（1960年）

その結果「民主主義の破壊である」として、一般市民の間にも反対の運動が高まり、国会議事堂の周囲をデモ隊が連日取り囲み、闘争も次第に激化の一途をたどる。反安保闘争は次第に反政府・反米闘争の色合いを濃くしていった。これに対して首相岸信介は、警察と右翼の支援団体だけではデモ隊を抑えられないと判断し、児玉誉士夫を頼り、自民党内のアイク歓迎実行委員会委員長の橋本登美三郎を使者に立て、暴力団関係者の会合に派遣した。松葉会の藤田卯一郎会長、錦政会の稲川角二会長、住吉会の磧上義光会長、「新宿マーケット」のリーダーで関東尾津組の尾津喜之助組長ら全員がデモ隊を抑えるために手を貸すことに合意した。
さらに右翼と暴力団で構成された全日本愛国者団体会議、戦時中の超国家主義者もいる日本郷友会、岸首相自身が1958年に組織し木村篤太郎が率いる新日本協議会、以上3つの右翼連合組織にも行動部隊になるよう要請した。当時の「ファー・イースタン・エコノミック・レビュー」（en:Far Eastern Economic Review、2009年で廃刊）には以下の様に報じられていた。
元首相3人（石橋、東久邇稔彦、片山哲）までが退陣勧告したものの、岸首相は「国会周辺は騒がしいが、銀座や後楽園球場はいつも通りである。私には『声なき声』（サイレント・マジョリティの意）が聞こえる」と述べて、沈静化を呼び掛けた。

#### ハガチー事件および、樺美智子の死

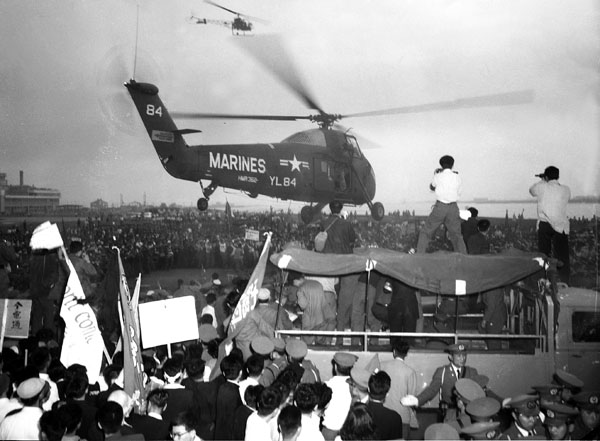
ジェイムズ・ハガティに車を捨てさせ避難させるアメリカ海兵隊のヘリコプター（6月10日）
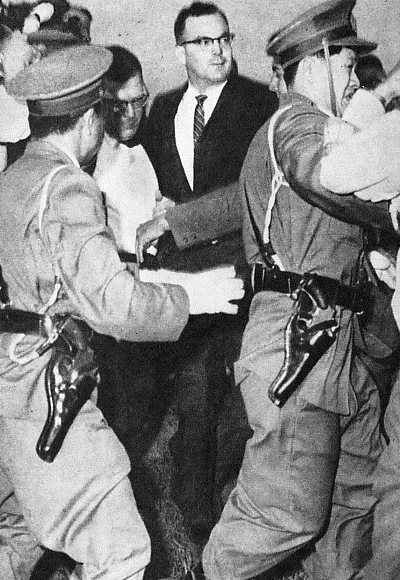
安保反対のデモ隊で車が立ち往生して、海兵隊ヘリに乗り換えるハガティ（6月10日）
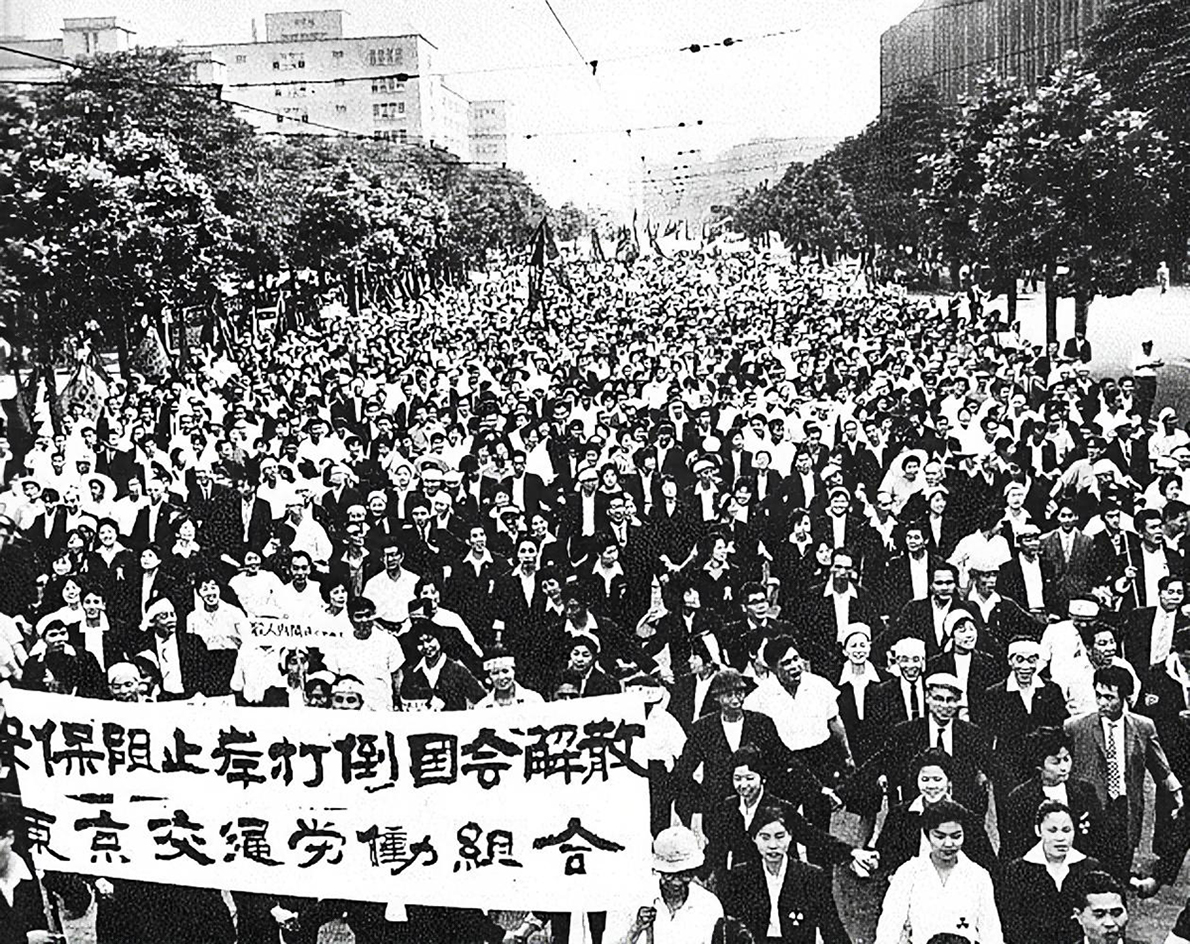
内堀通りを埋め尽くして日比谷公園から国会に向かうデモ隊（6月15日）
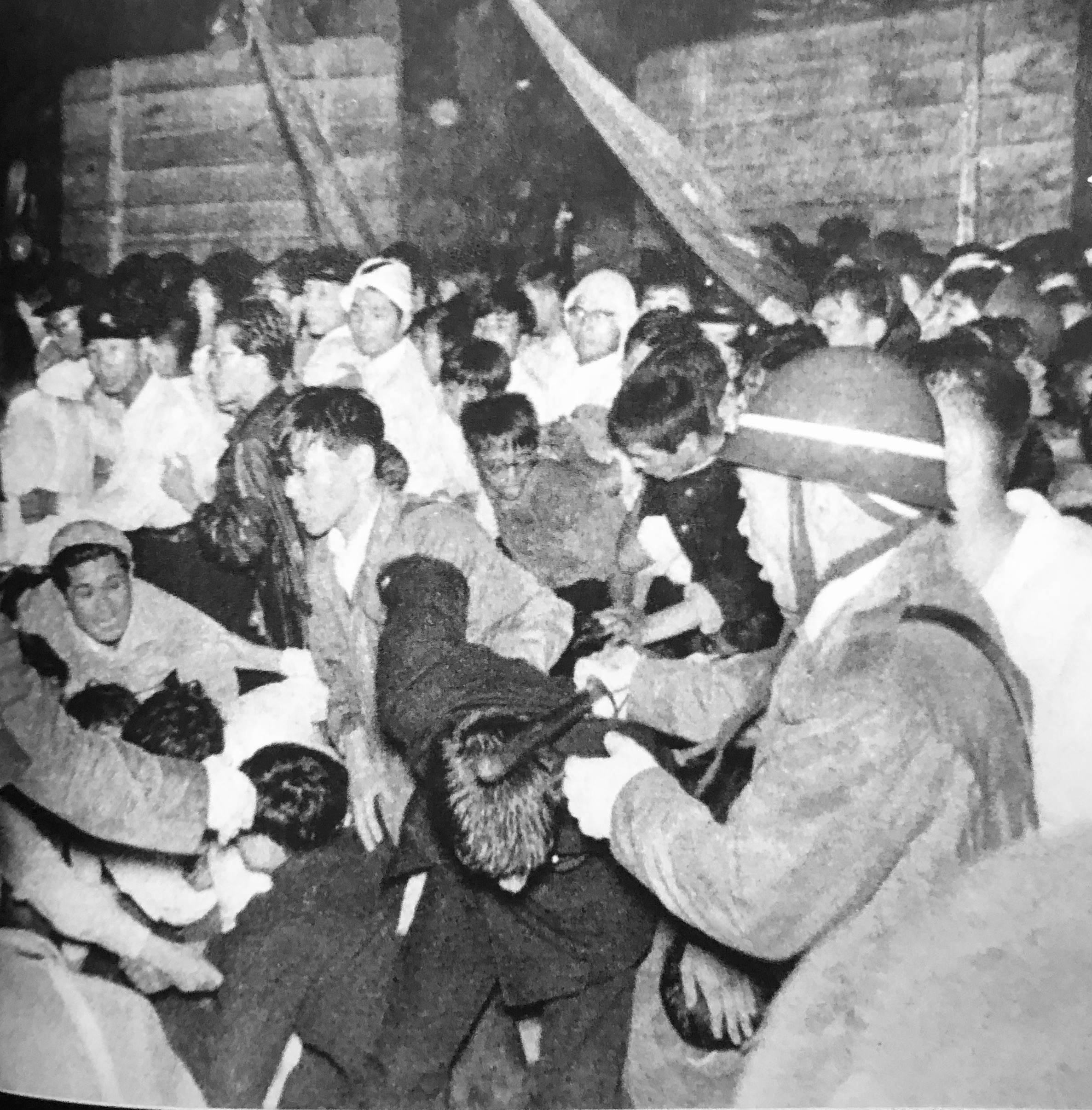
国会付近（6月15日）
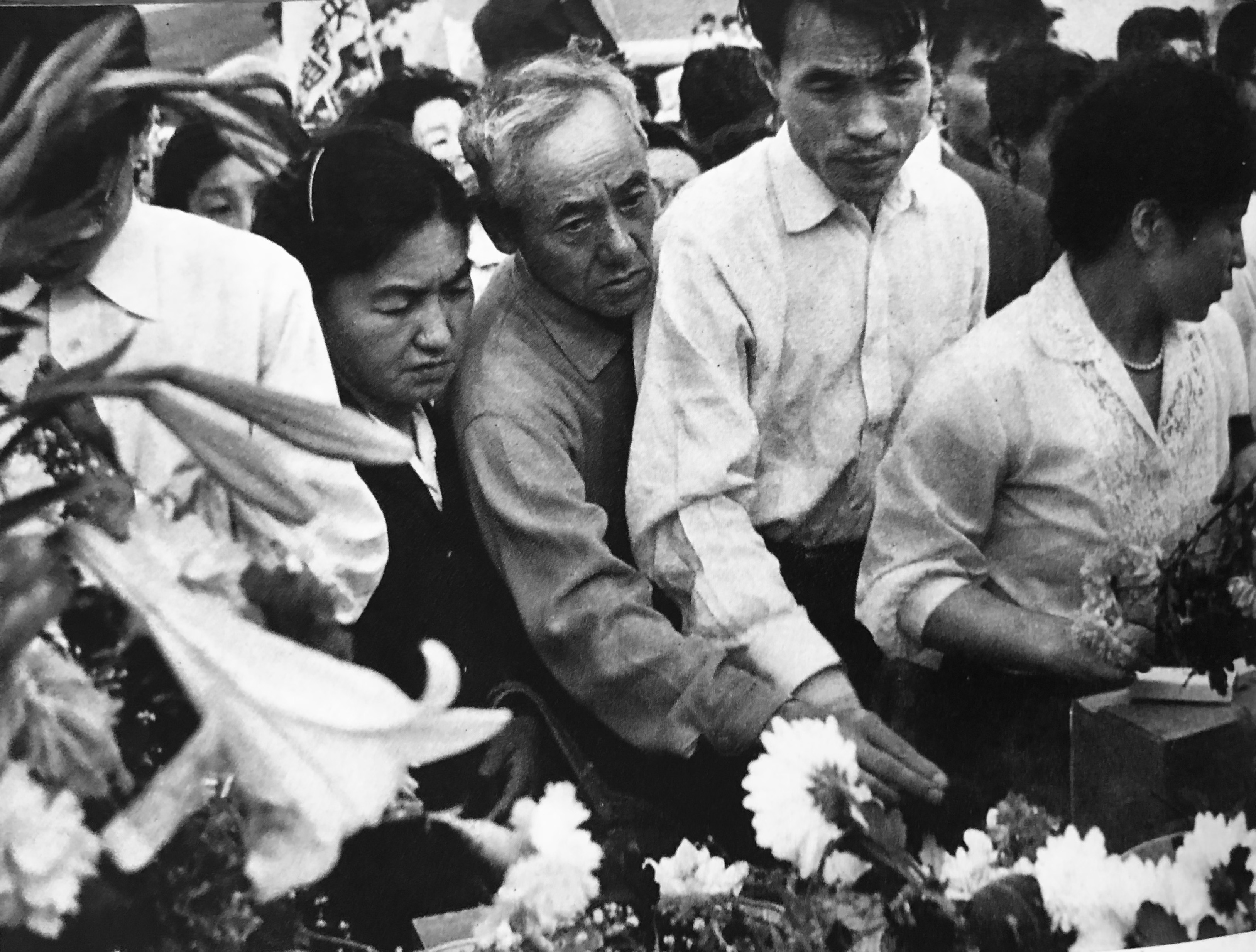
樺美智子の死の翌日。樺への供花（6月16日）

6月10日には東京国際空港（羽田空港）で、アイゼンハワー大統領訪日の日程を協議するため来日したジェイムズ・ハガティ大統領報道官（当時の報道表記は「ハガチー新聞係秘書」）が空港周辺に詰め掛けたデモ隊に迎えの車を包囲されて動けなくなり、アメリカ海兵隊のヘリコプターで救出されるという事件が発生（ハガチー事件）。
6月15日には、暴力団と右翼団体がデモ隊を襲撃して多くの負傷者を出した。千田是也や岸輝子とともに安保体制打破新劇人会議のメンバーとしてこの日のデモに参加していた三島雅夫は「警官は制止らしい制止をしなかった。愛国党とか書いたトラックが60キロ以上のスピードで僕らの列に突っ込んできた。殺意がありありとみえたが、それでも警官は黙ってみていた」と翌日の新聞で証言していている。機動隊が国会議事堂正門前で大規模に国会内に突入してきたデモ隊と衝突し、同日夜、デモに参加していた東京大学学生の樺美智子が圧死した。在京局で唯一中継をしていたラジオ関東（現：アール・エフ・ラジオ日本）の島碩弥も警棒で殴られ負傷した。21時に開かれた国会敷地内での全学連抗議集会で訃報が報告されたことで、警察車両への放火等を行うなど一部の学生が暴徒化し、負傷学生約400人、逮捕者約200人、警察官負傷約300人に上った。国会前でのデモ活動に参加した人は主催者発表で計33万人、警視庁発表で約13万人という規模にまで膨れ上がった。
日付が変わって16日午前1時30分、岸内閣は緊急臨時閣議声明を発した。執筆者は当時読売新聞政治部記者だった渡辺恒雄。官房長官秘書・福本邦雄の依頼を受け、長官官舎でペンを執った。
このように激しい抗議運動が続く中、岸首相は15日と18日に赤城宗徳防衛庁長官に対して陸上自衛隊の治安出動を要請した。東京近辺の各駐屯地では出動準備態勢が敷かれたが、石原幹市郎国家公安委員会委員長が反対し赤城防衛庁長官も出動要請を拒否したため、「自衛隊初の治安維持出動」は回避された。

### 自然成立後
条約は参議院の議決がないまま、6月19日に自然成立した。またアイゼンハワーの来日は延期（実質上の中止）となった。岸内閣は混乱を収拾するため、責任をとる形で、新安保条約の批准書交換の日である6月23日に総辞職を表明した。岸首相は7月15日の総辞職の前日、暴漢に襲撃され重傷を負った（ただし、犯人は大野伴睦と縁のある人物で、動機は安保問題ではなく岸が大野へ政権を禅譲する密約を反故にしたことによると見られている）。
「60年安保闘争」は空前の盛り上がりを見せたが、戦前の東條内閣の閣僚でありA級戦犯容疑者にもなった岸首相とその政治手法に対する反感により支えられた倒閣運動という性格が強くなり、安保改定そのものへの反対運動という性格は薄くなっていたため、岸内閣が退陣し池田勇人内閣が成立（7月19日）すると、運動は急激に退潮した。
池田勇人内閣は所得倍増計画を打ち出し、社会党も経済政策で対抗したため、安保闘争の影は薄くなっていった。さらに、7～8月に行われた、青森県・埼玉県・群馬県の各知事選で社会党推薦（埼玉では公認）候補は惨敗（山崎岩男、栗原浩、神田坤六が当選）。総選挙でも自民党圧勝の雰囲気さえ出てきた。10月12日、社会党の淺沼委員長暗殺事件で再び政権は揺らぎかけたが、池田首相は動揺を鎮めることに成功。11月20日の総選挙では、社会党と民社党が互いに候補を乱立させた影響もあり、自民党は追加公認込みで300議席を獲得する大勝を収めた。安保条約の改定が国民の承認を得た形になり、2022年現在まで半世紀以上にわたり、安保条約の再改定や破棄が現実の政治日程に上ることはなくなっている。

### 余波
デモ隊側から見れば安保阻止は実現できなかったものの、自らの運動によって内閣を退陣させることに成功した意義は大きいとみなされ、活動の主体となった大学生による反体制運動は、続くベトナム戦争反戦運動により拍車がかかり、1968年（昭和43年）に起こる一連の大学紛争へ至る。一方では、安保闘争を「敗北」と総括した共産主義者同盟（ブント）をはじめ、急進派学生には、強い挫折感が残ることになった。全学連指導者の一人だった唐牛健太郎は、安保闘争の終結直後に運動から身を引き、香山健一、森田実などは転向する。新左翼党派は、ブントが四分五裂の分裂を開始し、北小路敏ら全学連指導部の一部は、ブントから革命的共産主義者同盟全国委員会に移行するなど、再編成の季節を迎えることになった。
安保闘争は、議会政治自体への反発や否定の側面があった。しかし、マスメディアが「七社共同宣言」で議会政治擁護をその根拠としたことで、主立ったマスメディアで、議会政治自体を否定する論調はほぼ無くなった。また、安保闘争は、総選挙で与党の自由民主党に対する政権交代を実現させる方向には働かず、選挙結果への影響がほとんど無かったことも注目される。
1963年（昭和38年）2月26日、東京放送（TBSラジオ）が実録インタビューで構成した番組『歪んだ青春-全学連闘士のその後』を放送する。この番組は60年安保闘争時の全学連が、戦前の日本共産党の指導者で60年当時は土建会社を経営しながら「反共右翼」としての活動を行っていた田中清玄から資金援助を受けていたことを暴露する。具体的人物は委員長唐牛健太郎、書記次長東原吉伸、共闘部長小島弘、社会主義学生同盟委員長篠原浩一郎。日本共産党は「ブント全学連の挑発者としての正体が露呈した」と指摘し、新左翼を「ニセ「左翼」暴力集団」と呼ぶ、つまり左翼とは認めない根拠としている。
また、安保闘争における過程で岸首相がデモ隊に対抗する行動部隊として当初、会長の池田へ大阪事件の無罪判決確約を条件に創価学会の学会員を動員させる予定であったが、会長の池田大作が岸の要請を断ったため、右翼の児玉などを使い暴力団を動員した結果、一部の右翼と暴力団などの反社会的勢力との関係が深まり、一部の暴力団が右翼団体や政治結社を名乗り活動するなど右翼活動に暴力団がおおっぴらに食い込み、両者の区別があいまいになるきっかけとなったという評価もある。

#### ソ連側の動き
ソ連は安保改定を自国への挑戦と受け止め、上記のように社会党や共産党、総評の安保反対活動に対して多大な援助を行うとともに、1960年1月27日には、1956年（昭和31年）の日ソ共同宣言で確約された「平和条約締結後に歯舞群島・色丹島を返還する」条件として、日本全土からの外国軍隊（＝在日米軍）の撤退を要求した。
産経新聞によれば、日ソの国交回復以降在日大使館や通商代表部に潜入したソ連国家保安委員会（KGB）工作員や、日本社会党や労働組合等に多数侵入した誓約引揚者（ソ連のスパイ）等が、ソ連による安保改定阻止の意向を受けてスパイ活動を行い、運動が拡大化したという。

### 評価
新安保条約や60年安保闘争への評価は政治的な立場により異なるが、新安保条約は2022年現在まで半世紀以上にわたり存続しており、冷戦が終結し、対ソ連、対東側諸国への抑止力としての安保体制の意義は消滅したものの、新たに北東アジアにおける軍事的脅威として浮上してきた中国や北朝鮮に対峙する為の日米の軍事同盟として、そしてアメリカのトルコ以東地域への軍事的存在感維持などの新たな意義付けの下に維持されているなど、日本の政治体制・軍事体制の基礎として完全に定着しており、当時安保改定反対の理由として主張された「新安保条約により日本が戦争に巻き込まれる危険が増す」との意見は現在では余り聞かれない。
さらに、1994年7月成立の村山内閣で、日本社会党委員長である村山富市首相が国会の所信表明演説において「日米安保堅持」と発言した上、2009年に発足した民主党、社会民主党、国民新党の連立政権（鳩山由紀夫内閣、民社国連立政権）においても、日本社会党を継承した社会民主党の福島瑞穂党首（特命担当大臣）が、入閣後は安保について明確に反対の意思を示していないなど、一部の左翼陣営の中での国会内での安保条約を容認する動きも出ている。
ただ、アメリカ軍が日本国内で運用するオスプレイや、アメリカが提示する辺野古への基地（キャンプ・シュワブ）移転、アメリカ合衆国が強く支持する、日米安保の新しい形とされる集団的自衛権行使に関しては、福島らを含めた左翼陣営は反対の姿勢を採る。
マスメディアの状況は、1960年当時では日米安保に批判的な論調が主流であったが、現在では概して日米安保自体は容認するようになっている。ただし、日米安保強化や在日米軍の方針に関しては、肯定的な立場と批判的な立場に分かれる。
全国紙及び準全国紙(大都市圏で発行される新聞)では、読売新聞・産経新聞は日米安保強化や在日米軍の方針に総じて肯定的であり、朝日新聞や毎日新聞、中日新聞（東京新聞）は逆に批判的である。例えば、在日米軍が進めるオスプレイの普天間基地配備に関しては、読売新聞と産経新聞は賛成しているのに対し、朝日新聞と毎日新聞、中日新聞は反対の立場である。
普天間飛行場の沖縄県外への移転（＝普天間基地のキャンプ・シュワブへの移転計画の中止）についても、読売新聞と産経新聞は日米両政府が合意し、アメリカ政府が支持する辺野古移設案を変えることの無いように主張しているのに対し、朝日新聞と毎日新聞、中日新聞は普天間基地の辺野古への移設に慎重であり県外移転を求めている。
そして、アメリカ政府が歓迎し日米安保を強化する動きでもある集団的自衛権に関しても、集団的自衛権に肯定的な読売新聞や産経新聞と、集団的自衛権に批判的な朝日新聞や毎日新聞、中日新聞との間では意見が割れている。
また、全国紙・準全国紙以外では、共同通信とその影響を強く受ける地方紙の大半は、日米安保強化や在日米軍の方針に関しては朝日新聞や毎日新聞、中日新聞と同じく批判的立場である。地元沖縄県の地元2紙（琉球新報、沖縄タイムス)は特に批判的である。例えば、オスプレイの普天間基地配備に関しても、辺野古移設に対しても、集団的自衛権に関しても、批判的である。ただし、地方紙でも北國新聞（富山新聞）や伊勢新聞など、保守・復古主義色が強い一部の地方紙は日米安保強化や在日米軍の方針に肯定的なことが多い。
なお、小室直樹や西部邁などは「安保反対と言って騒いでいた中に、安保条約の中身を読んで反対していた人間はろくにいなかった」と公言している。西部は当時全学連中央執行委員をしていた。
中国文学者で戦後は評論家として地位を得た竹内好はこの安保闘争を、｢民主か独裁か｣と表した。この竹内が示した､独裁に対して民主を擁護するというわかりやすい構造は日本の社会運動の最高潮とされる60年安保をうまく表したとされ、この反対運動の根幹が国民主権と民主主義と言うことが明確になった。さらに竹内はこの反対運動には統一戦線が必要だと考え、次のように呼びかけた
清水幾太郎は、60年安保後の知識人のサヴァイヴに対し以下のように皮肉を述べた。
産経新聞iRONNA編集長・白岩賢太によれば、岸と対峙しデモを主導した元全学連のリーダーは、岸が没した際「あなたは正しかった」という弔文を書いてその死を悼んだという。

### 60年安保闘争の年表
1959年（昭和34年）
- 3月28日 - 日本社会党、日本労働組合総評議会（総評）、原水爆禁止日本協議会（原水協）、中立労働組合連絡会議、日本平和委員会、全国軍事基地反対連絡会議、憲法擁護国民連合、日中国交回復国民会議、日本中国友好協会などの13団体の呼びかけに応じた134団体によって安保改定阻止国民会議が結成される[34]。
- 3月30日 - 東京地裁で日米安保条約に基づくアメリカ軍の駐留を憲法違反とする判決（砂川事件・伊達判決）。
- 10月 - 社会党の西尾末広が安保改定阻止国民会議に反対を表明し離党。
- 11月 - デモ隊が国会構内に乱入。
- 12月16日 - 田中耕太郎・最高裁判所長官、砂川事件の跳躍上告を受けて伊達判決を統治行為論を唱えて破棄。一審にまで差し戻す。

1960年（昭和35年）
- 1月19日 - 日米政府間で条約調印。
- 1月24日 - 西尾らが民主社会党を結成する。
- 4月 - 全学連が警官隊と衝突。
- 5月20日 - 衆議院で強行採決。以降、連日デモ隊が国会を囲む。
- 6月11日 - ハガチー事件（ホワイトハウス報道官が来日するが、羽田でデモ隊に包囲されヘリコプターで脱出）。
- 6月15日 - 全学連と警察隊の衝突で、大学生の樺美智子が死亡。
- 6月17日 - 在京新聞7社が共同声明でデモ隊の暴力を批判、社会党に国会審議復帰を呼びかける（安保報道）。
- 6月19日 - 条約が自然成立（23日に発効）。
- 6月23日 - 新安保条約の批准書の交換、全手続きを終了。岸内閣、総辞職を表明する。
- 7月14日 - 自由民主党総裁選挙。池田勇人を自民党第4代総裁に選出。岸首相が暴漢に襲われ重傷を負う。
- 7月15日 - 内閣総辞職。
- 7月19日 - 池田、内閣総理大臣に就任。第1次池田内閣が発足。
- 10月12日 - 浅沼稲次郎日本社会党委員長が右翼の少年の山口二矢（当時17歳）に暗殺される。
- 11月20日 - 11月20日第29回衆議院議員総選挙。自民党が議席を増やす。

## 70年安保

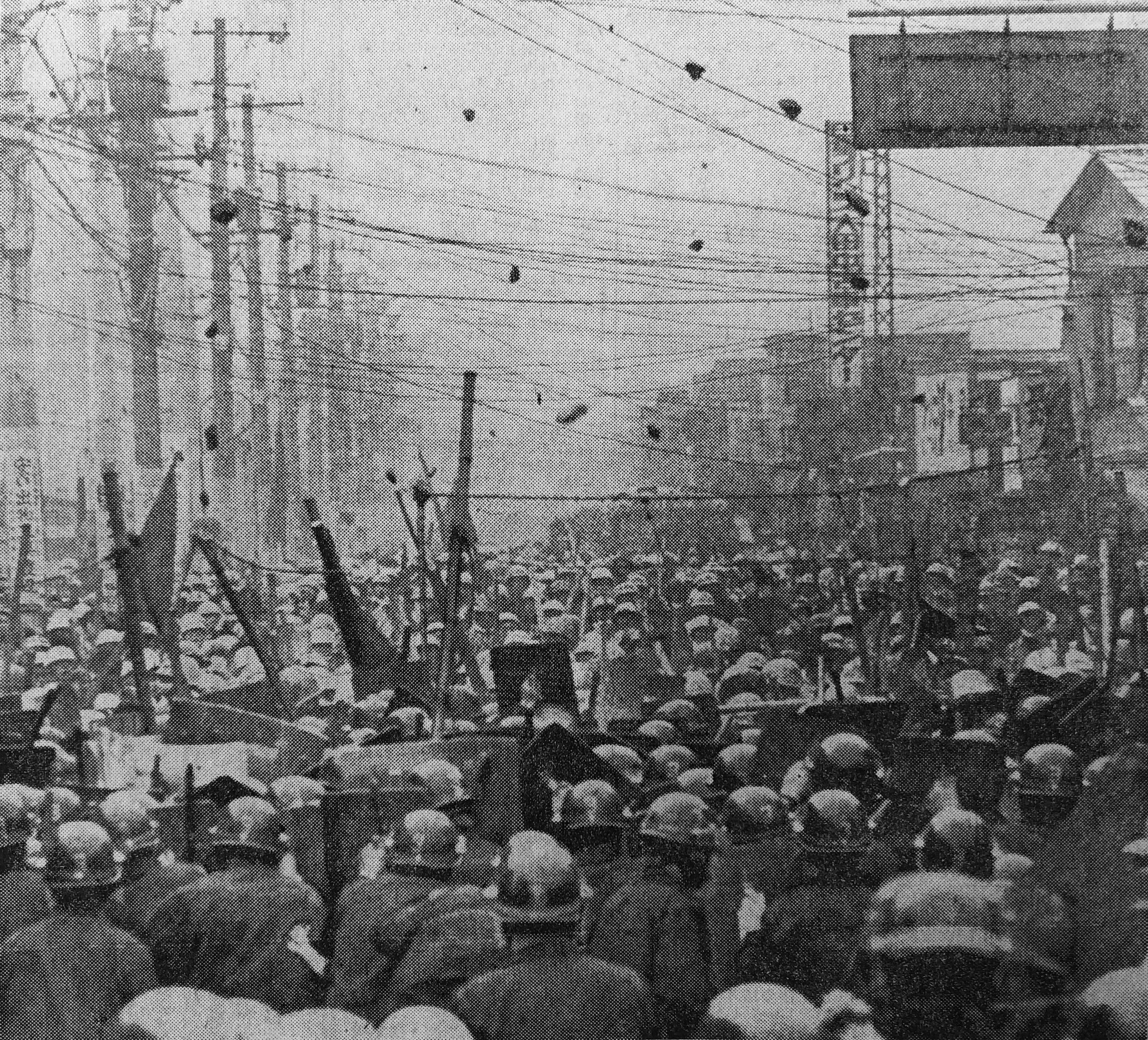
羽田闘争（1967年11月12日）

昭和35年から1960年代に10年経過した1970年（昭和45年）に10年間の期限を迎え、日米安保条約が自動延長するに当たり、これを阻止して条約破棄を通告させようとする運動が起こった。
学生の間では1968年（昭和43年）から1969年（昭和44年）にかけて全共闘や新左翼諸派の学生運動が全国的に盛んになっており、東大闘争、日大闘争を始め、全国の主要な国公立大学や私立大学ではバリケード封鎖が行われ、「70年安保粉砕」をスローガンとして大規模なデモンストレーションが全国で継続的に展開された。
1970年6月16日に発表された文部省のまとめでは、紛争が発生した大学は国立大学で33校、私立大学で14校を数えた。
街頭闘争も盛んに行われ、新左翼の各派は、1967年（昭和42年）10月、11月の羽田闘争、1968年（昭和43年）1月の佐世保エンタープライズ寄港阻止闘争、4月の沖縄デー闘争、10月の新宿騒乱事件（騒乱罪適用）、1969年（昭和44年）4月の沖縄デー闘争、10月の国際反戦デー闘争、11月の佐藤首相訪米阻止闘争などの一連の闘争を「70年安保闘争の前哨戦」と位置づけて取り組み、「ヘルメットとゲバルト棒」スタイルで武装し、投石や火炎瓶を使用して機動隊と戦った。
国会前へのデモンストレーションは1970年（昭和45年）6月14日に行われ、また全国236箇所で社会党、共産党などによるデモが行われた。また、「インドシナ反戦と反安保の6・14大共同行動」と題して、市民団体と新左翼諸派は7万2千人を動員した。しかし、新左翼諸派は、機動隊を強化した佐藤政権による徹底した取り締まり、あるいは弾圧に加え、内ゲバによって既に疲弊していた。70年安保の間に警察が証拠として押収した投石は全国で241トン、劇毒物954個、爆発物1,911個、火炎瓶18,104本、角材20,428本、鉄パイプ640本に上った。
同年6月23日、条約は自動継続となった。当日、明治公園では全共闘・全国反戦主催の集会が行われ、日比谷公園に向けてデモが行われたが途中で一部が暴徒化。中核派など約50人は麻布警察署に押し掛けて火炎瓶を投擲して窓ガラスを割った。また、青山三丁目や青山墓地近辺、西麻布でも火炎瓶の投擲や投石を行い、機動隊と小競り合いを起こした。これらの衝突を通じて約100本の火炎瓶が使用され、警察官152人が負傷、学生約400人が現行犯逮捕。6月26日には中核派の拠点となっていた法政大学など10カ所に家宅捜索が行われた。
70年安保闘争は、ベトナム反戦運動、成田空港問題などと結び付き、一定の労働者層の支持を得たが、60年安保に比べ、全共闘を中心とした学生運動の色合いが濃くなっていた。社会党や共産党などの革新勢力は、「70年安保闘争」を沖縄返還運動とセットの「国民運動」として位置づけ、70年の「自動延長」そのものには60年安保闘争ほどの力量を割かなかった。
「安保延長反対」の世論と運動への国民の支持は少なくなかった。しかし、全共闘と共産党系の民青や、新左翼党派同士の内ゲバが激化し、多くの国民からかけ離れた存在となっていった。70年安保期の1969年（昭和44年）12月の総選挙では、当時の佐藤栄作内閣を支える自民党は国会での議席を増やす一方、「安保延長」に反対した社会党は約50議席を減らして大敗、佐藤長期政権は1972年（昭和47年）まで継続し、その後約20年にわたって55年体制が続いた。

## 比喩としての安保
その後も、社会運動の流行に対して比喩として使われることがある。前述のとおり、1970年に安保条約は自動延長となっており、1970年以降に安保改定の節目となる年は存在しないので、比喩としてのものである。

### 80年安保
作家の橋本治とコラムニストの中森明夫は、1980年代初頭の糸井重里らによって作られた若者文化(サブカルチャー)を、そう名付けた。80年代のサブカルチャー運動は、ヒッピーカルチャーや全共闘運動のアンチテーゼとして存在した。

### 15年安保
2015年の安全保障関連法案を巡る運動のこと。

## 安保闘争を題材とした作品

### 小説
- 『されどわれらが日々』（柴田翔作、1964年）[41]

### 映画
- 『日本の夜と霧』（大島渚監督、1960年）[42]
- 『ANPO』（リンダ・ホーグランド監督、2010年）[43]

### 漫画
- 『マンガ安保闘争―日本人なら知っておきたい「日米安保」の真実』（安保闘争研究会編、2008年）[44]
- 『恋とゲバルト』（細野不二彦作、2021年）[45]